# Lijst van schaakfilms en -romans
Dit is een lijst van films en romans met schaken als (een van de) thema('s).

## Schaakfilms

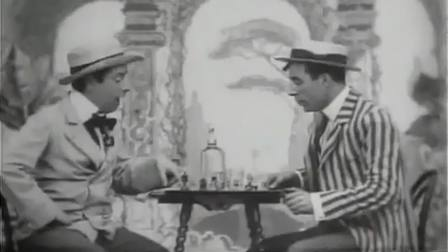
Een scene uit A Chess Dispute (1903)

- Philipp Stölzl (2021), Schachnovelle. (Engels: The Royal Game). Gebaseerd op Stefan Zweigs Schaaknovelle.

- Alexey Sidorov (2021), Chempion mira (De wereldkampioen)
- Scott Frank (2020), The Queen's Gambit. Een Netflix miniserie, gebaseerd op Walter Tevis' gelijknamige roman.
- John Leguizamo (2020), Critical Thinking.
- Lukasz Kosmicki (2019), The Coldest Game, een Netflix miniserie.
- Luis Oliveros (2017), El jugador de ajedrez  (Engels: The Chessplayer)
- Mira Nair (2016), The Queen of Katwe.
- James Napier Robertson (2014), The Dark Horse.
- Edward Zwick (2014), Pawn Sacrifice.
- Jake Goldberger (2013), Life of a King. Film dat gebaseerd is op het levensverhaal van Eugene Brown.
- Katie Dellamaggiore (2012),  Brooklyn Castle.
- Caroline Bottaro (2009) Joueuse (Engels: Queen to play). Gebaseerd op Bertina Henrichs  De schaakspeelster
- Allen Hughes (2005), Knights of the South Bronx.
- Marleen Gorris (2000), The Luzhin Defense. Gebaseerd op Vladimir Nabokov's gelijknamige roman.
- Esmé Lammers (1995), Lang Leve de Koningin.
- Boaz Yakin (1994), Fresh.
- Jim McBride (1994), Uncovered. Gebaseerd op Perez-Reverte's roman Het paneel van Vlaanderen.
- Steven Zaillian (1993), Searching for Bobby Fischer.
- Carl Schenkel (1992), Knight Moves
- Gillies MacKinnon (1991) The Grass Arena. Gebaseerd op de gelijknamige autobiografie van John Healy.
- Eric Laneuville (1987), The Mighty Pawns.
- Richard Dembo (1984), Dangerous Moves.
- Wolfgang Petersen (1978), Schwarz und weiß wie Tage und Nächte.
- Satyajit Ray (1977), The Chess Players.
- Bud Yorkin (1973), The Thief Who Came to Dinner.
- (1973) The Most dangerous Match, aflevering uit de Columbo tv-serie
- Gerd Oswald (1960), Schachnovelle. (Engels: Brainwashed) Gebaseerd op Stefan Zweigs Schaaknovelle.
- Ingmar Bergman (1957), Het zevende zegel.
- Phil Rosen (1944), The Chinese Cat.
- Raymond Bernard (1927), Le Joueur d'échecs.
- Robert W. Paul (1903), A Chess Dispute.

## Schaakscènes in films
- Harry Potter en de Steen der Wijzen, eerste aflevering in de Harry Potter-films, waarin zich een scene met een magisch schaakbord afspeelt in de toverschool Zweinstein.
- From Russia with Love (1963), een James Bond-film waarin de partij in de openingsscene kennelijk is geïnspireerd op de koningsgambiet gespeeld in de partij Boris Spasski - David Bronstein, Leningrad (1960)

## Schaakdocumentaires
- lan Byron (2018), Closing Gambit: 1978 Korchnoi versus Karpov and the Kremlin.
- Thomas Doebele en Maarten Schmidt (2017), De stelling Van Foreest, een schaakfamilie, documentaire over schaakfamilie Van Foreest, oorspronkelijk door de VPRO uitgezonden.
- Benjamin Ree (2016), Magnus, een documentaire over Magnus Carlsen.
- Liz Garbus  (2011), Bobby Fischer Against the World, een documentaire over Bobby Fischer.
- Otto Miguel Guzmán; Jesus Gonzalez Bayolo; Rafael Guzmán (2008), Capablanca el Rey, een documentaire over José Rauoul Capablanca.
- Kenny Scott (2007), My Brilliant Brain, een National Geographic documentaire met Susan Polgar in de hoofdrol.

## Schaakromans

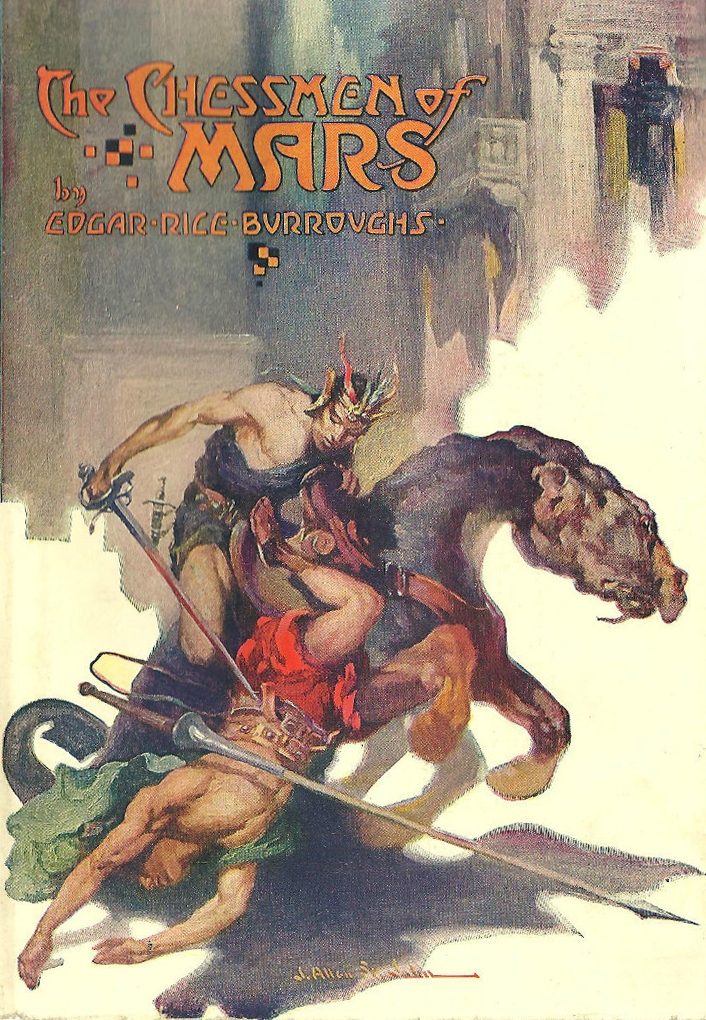
Boekomslag van The Chessmen of Mars (1922)

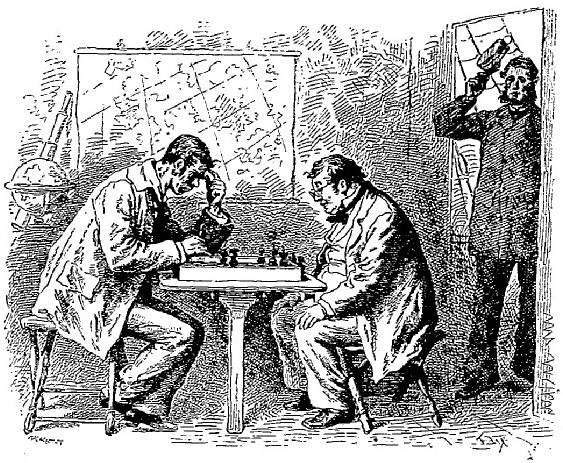
Dr Quiés (rechts) speelt schaak met de kapitein in Les Mémorables Aventures du Docteur J.-B. Quiés (1887)

- Dominique Biebau (2015), IJslands Gambiet.
- Jesse Kraai (2013), Lisa: A Chess Novel.
- Ronan Bennett (2007), Zugzwang[1]
- Bertina Henrichs (2006), De schaakspeelster
- Paolo Maurensig (1997), The Luneberg Variation.
- Arturo Perez-Reverte (1990), Het paneel van Vlaanderen.
- Katherine Neville (1988), De Acht.
- John Healy (1988), The Grass Arena.
- Hans Devroe (1987), Het schaakspel van Leuven
- Walter Tevis (1983), The Queen's Gambit.
- Fernando Arrabal (1983), La Tour, prends garde (Engels: Tower struck by Lightning).
- Iccokas Meras (1978), Lygiosios Trunka Akimirka (Frans: La partie n'est jamais nulle; Engels: Stalemate).
- John Brunner (1976), De stad is een schaakbord.
- Vladimir Nabokov (1964), De verdediging. (Engels: The Luzhin Defense).
- Stefan Zweig (1942), Schaaknovelle.
- Edgar Rice Burroughs (1922), The Chessmen of Mars.
- Paul Célières (1887), Les Mémorables Aventures du Docteur J.-B. Quiés (Engels: The startling exploits of Dr.J.B. Quies).
- Lewis Caroll (1872), Through the Looking Glass.

## Zie ook

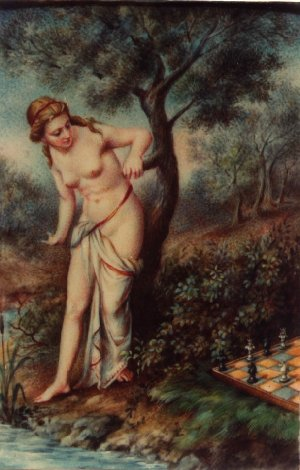
Caïssa, schaakgodin

## Externe links

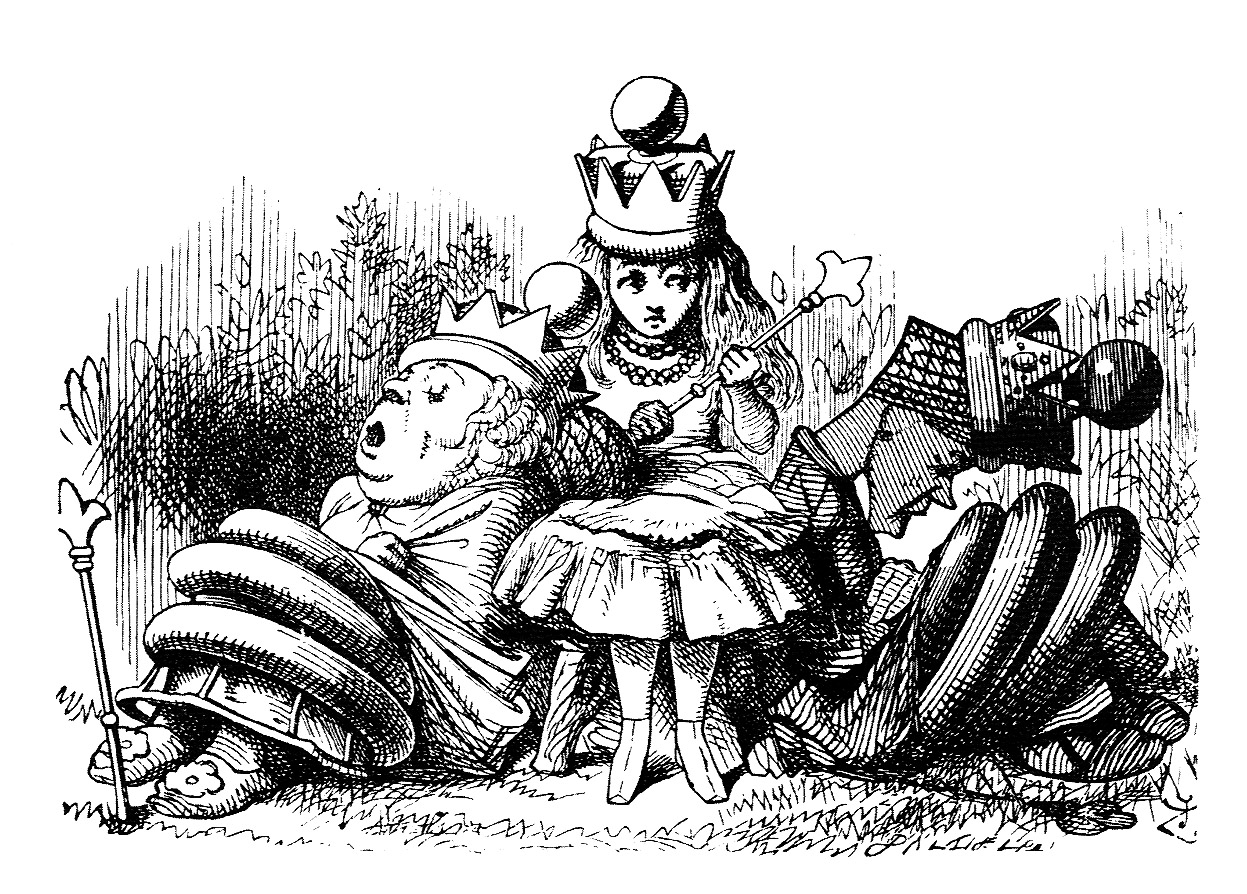
Alice en de Witte en Rode Dame, in Through the Looking Glass (1872)